# Oumar Tchomogo
Oumar Tchomogo (ur. 7 stycznia 1978 w Bohicon) – piłkarz beniński grający na pozycji napastnika. Trener piłkarski.

## Kariera klubowa
Karierę piłkarską Tchomogo rozpoczął w klubie ASACO Kotonu ze stolicy kraju Kotonu. W 1997 roku zadebiutował w jego barwach w pierwszej lidze Beninu. W 1998 roku wyjechał do Francji. Przez 3 lata grał w trzecioligowym klubie Grenoble Foot 38. W 2001 roku odszedł do ASOA Valence i występował z nim w drugiej lidze francuskiej.
Latem 2003 Tchomogo przeszedł do En Avant Guingamp. W Ligue 1 zadebiutował 9 sierpnia 2003 roku w przegranym 0:2 wyjazdowym spotkaniu z RC Strasbourg. W 2004 roku spadł z Guingamp do drugiej ligi. Wiosnę 2005 roku spędził grając w Amiens SC.
W 2005 roku Tchomogo zaczął grać w Portugalii. Został zawodnikiem Vitórii Setúbal. W lidze portugalskiej zadebiutował 20 sierpnia 2005 w meczu z Boavistą Porto (0:0). Zimą 2006 trafił do Baniyas SC ze Zjednoczonych Emiratów Arabskich, a w połowie roku wrócił do Portugalii. Najpierw grał w Vitórii Guimarães, a następnie w Portimonense SC. W sezonie 2008/2009 grał we francuskim SO Chambéry z piątej ligi, a także w katarskim Al-Kharitiyath SC. Potem występował w AS Valence, a także w UMS Montélimar, gdzie w 2013 roku zakończył karierę.
| Sezon   | Klub              | Kraj                         | Rozgrywki            | Mecze | Bramki |
| ------- | ----------------- | ---------------------------- | -------------------- | ----- | ------ |
| 1997    | ASACO Kotonu      | Benin                        | Championnat National | ?     | ?      |
| 1998    | ASACO Kotonu      | Benin                        | Championnat National | ?     | ?      |
| 1998/99 | Grenoble Foot 38  | Francja                      | Championnat National | 6     | 0      |
| 1999/00 | Grenoble Foot 38  | Francja                      | Championnat National | 27    | 7      |
| 2000/01 | Grenoble Foot 38  | Francja                      | Championnat National | 20    | 2      |
| 2001/02 | ASOA Valence      | Francja                      | Ligue 2              | 36    | 8      |
| 2002/03 | ASOA Valence      | Francja                      | Ligue 2              | 34    | 9      |
| 2003/04 | ASOA Valence      | Francja                      | Ligue 2              | 1     | 1      |
| 2003/04 | EA Guingamp       | Francja                      | Ligue 1              | 13    | 1      |
| 2003/04 | EA Guingamp       | Francja                      | Ligue 1              | 13    | 1      |
| 2004/05 | EA Guingamp       | Francja                      | Ligue 2              | 5     | 0      |
| 2004/05 | Amiens SC         | Francja                      | Ligue 2              | 14    | 1      |
| 2005/06 | Vitória Setúbal   | Portugalia                   | Primeira Liga        | 14    | 0      |
| 2005/06 | Baniyas SC        | Zjednoczone Emiraty Arabskie | UAE League           | ?     | ?      |
| 2006/07 | Vitória SC        | Portugalia                   | Liga de Honra        | 11    | 0      |
| 2007/08 | Portimonense SC   | Portugalia                   | Liga de Honra        | 13    | 0      |
| 2008/09 | Al-Kharitiyath SC | Katar                        | Q-League             | 2     | 0      |

## Kariera reprezentacyjna
W reprezentacji Beninu Tchomogo zadebiutował w 1998 roku. W 2004 roku zagrał w 3 spotkaniach Pucharu Narodów Afryki 2004: z Południową Afryką (0:2), z Marokiem (0:4) i z Nigerią (1:2). W 2008 roku był podstawowym zawodnikiem Beninu w Pucharze Narodów Afryki 2008 i wystąpił we 2 meczach: z Mali (0:1) i z Wybrzeżem Kości Słoniowej (1:4).